# Inter Media Group
Inter Media Group — крупнейшая вертикально интегрированная украинская медиагруппа, основанная в 2005 году, деятельность которой направлена на вещание, производство и дистрибуцию медиа-контента, продажу рекламного времени.
Группа владеет 90 % акций ПАО «Телеканал „Интер“», 90 % «Кино-ТВ» (телеканал «Enter-фильм»), 90 % «Музыка-ТВ» (телеканал «Пиксель TV»), телеканалами «К1», «К2», «Мега», «НТН», «Zoom» и другими медиа-активами.
Доля группы составляет 25 % ТВ-рынка по аудитории 18+. Телегруппа охватывает 99,5 % жителей Украины. Ежедневно каналы группы смотрят 30 млн телезрителей.
С ноября 2023 года управляет медиагруппой, владелец кинокомпании и телеканалов медиахолдинга Film.UA — Сергей Созановский.

## История
Медиагруппа U.A. Inter Media Group основана в 2005 году.
- 2005, покупка телеканала «Интер» (61 %);
- 2006, декабрь — покупка телеканалов «К1», «К2» и «Мега» (100 %);
- 2007, октябрь — покупка телеканала «НТН» (60 %);
- 2008, январь — покупка информационного агентства «Украинские Новости» (100 %);
- 2009, июль — покупка телеканала «НТН» (100 %);
- 2009, октябрь — покупка телеканала ZOOM.

В феврале 2013 года Валерий Хорошковский продал медиагруппу Дмитрию Фирташу за 2,5 млрд долларов. По данным издания «Коммерсантъ Украина», Хорошковский решил выйти из бизнеса из-за проблем с властью. Сам он заявил: «В сложившихся обстоятельствах у меня нет возможности обеспечивать дальнейшее развитие группы». Участники рынка называли объявленную цену сделки сильно завышенной. Позже стало известно, что 20 % акций компании GDF Media limited, которая стала владельцем холдинга U.A. Inter Media Group, принадлежат Сергею Лёвочкину. Руководит медиагруппой Анна Безлюдная.
3 февраля 2015 года компании GDF MEDIA LIMITED и INTER MEDIA GROUP LIMITED, которая входит в группу компаний Group DF Дмитрия Фирташа, выкупили миноритарные пакеты акций ЧАО "Телеканал «ІНТЕР»". Данные изменения были зарегистрированы в органах государственной регистрации Украины. Таким образом, Group DF консолидировала 100 % акций телеканала «ІНТЕР», выкупив 29 % акций, ранее принадлежавших «Первому каналу» (Россия), приобретённые по рыночной стоимости. Также достигнута договорённость о приобретении 10 % акций, ранее принадлежавших компании ООО «Пегас телевидение» (Украина). Стоимость пакета акций «Первого канала» составила 100 миллионов долларов США. Соглашения подписаны в рамках общей стратегии управления и развития медийного бизнеса Group DF.

## Активы
Телеканалы:
«Интер», «Интер+», «Enter-фильм», «К1», «К2», «НТН», «Мега», «Zoom», «Пиксель TV».